# Городское поселение Северный (Московская область)
Городско́е поселе́ние Се́верный — упразднённое муниципальное образование (городское поселение) в бывшем Талдомском муниципальном районе Московской области. Было образовано в 2005 году. Включает 4 населённых пункта, крупнейший из которых — рабочий посёлок Северный.
Глава городского поселения — Родионов Юрий Иванович.

## География
Расположено в центральной части Талдомского района. На севере граничит с сельским поселением Квашёнковским, на востоке — с сельским поселением Ермолинским, на юге — с сельским поселением Гуслевским, на западе — с городским поселением Талдом. Площадь территории муниципального образования — 3368 га.

## Население
Изменение численности населения по данным переписей и ежегодных оценок:
| 2006  | 2007  | 2008  | 2009  | 2010  | 2011  |
| ----- | ----- | ----- | ----- | ----- | ----- |
| 4808  | ↘4453 | ↘4452 | ↗4458 | ↗4796 | ↗4800 |
| 2012  | 2013  | 2014  | 2015  | 2016  | 2017  |
| →4800 | ↘4731 | ↘4686 | ↘4673 | ↘4632 | ↘4569 |
| 2018  |       |       |       |       |       |
| ↘4509 |       |       |       |       |       |

## История

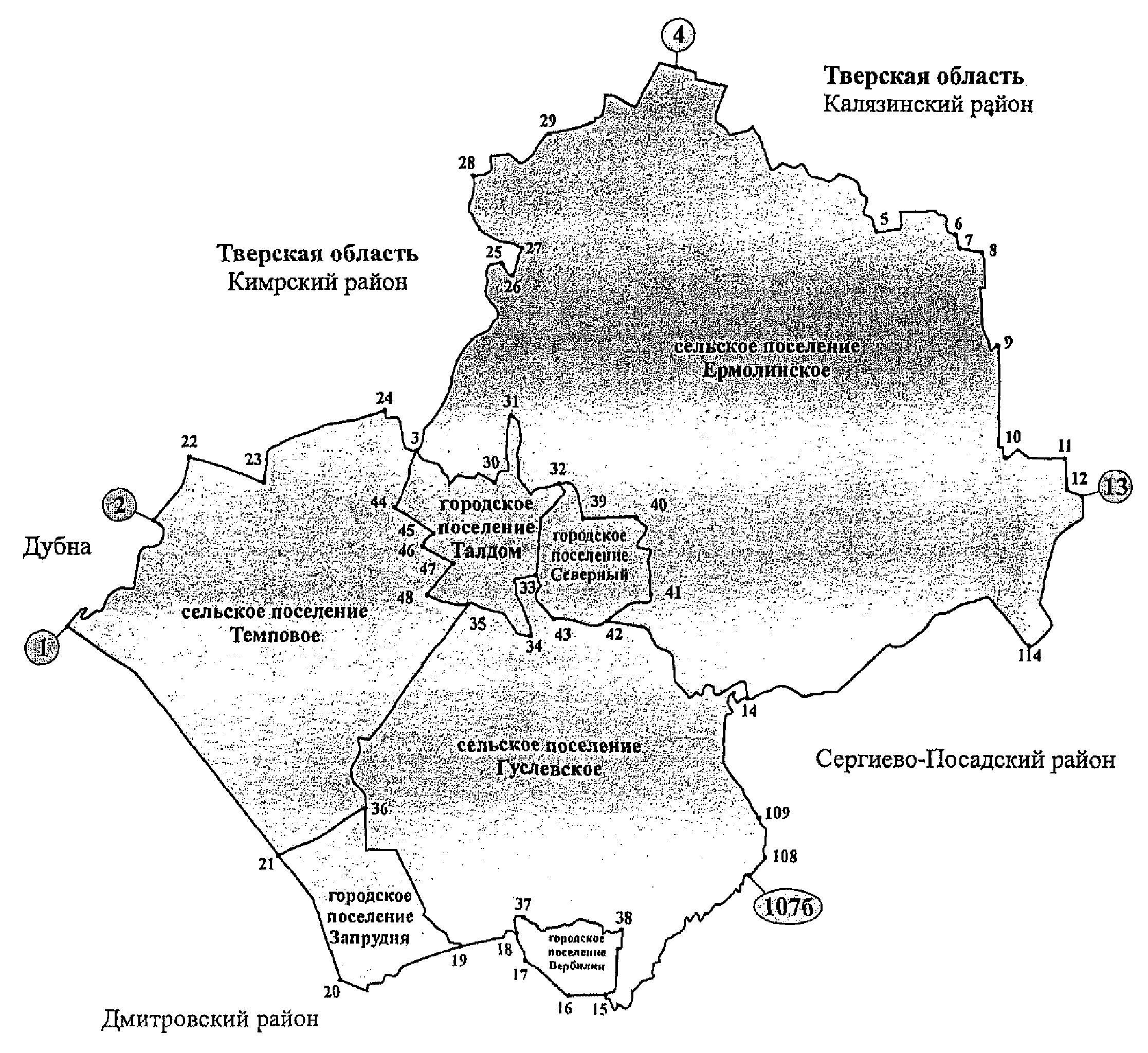
Городское поселение Северный на карте Талдомского района. Карта 2005 года, до разделения Ермолинского поселения.

В ходе муниципальной реформы, проведённой после принятия федерального закона 2003 года «Об общих принципах организации местного самоуправления в Российской Федерации», в Московской области были сформированы городские и сельские поселения.
Городское поселение Северный было образовано согласно закону Московской области от 15 февраля 2005 г. № 42/2005-ОЗ «О статусе и границах Талдомского муниципального района и вновь образованных в его составе муниципальных образований».
В состав городского поселения вошли рабочий посёлок Северный и ещё 3 сельских населённых пункта Юркинского сельского округа. Старое деление на сельские округа было отменено позже, в 2006 году.

## Состав городского поселения
В состав городского поселения Северный входят 4 населённых пункта (1 посёлок городского типа и 3 деревни):
| Вид             | Наименование | Население | ОКАТО          | Бывшая административная единица |
| --------------- | ------------ | --------- | -------------- | ------------------------------- |
| деревня         | Доброволец   | 41        | 46 254 828 003 | Юркинский сельский округ        |
| деревня         | Пенкино      | 21        | 46 254 828 002 | Юркинский сельский округ        |
| рабочий посёлок | Северный     | 3847      | 46 254 563     |                                 |
| деревня         | Юркино       | 658       | 46 254 828 001 | Юркинский сельский округ        |